# 戈洛夫奇诺农村居民点
戈洛夫奇诺农村居民点（俄语：Головчинское сельское поселение）是俄罗斯联邦别尔哥罗德州格赖沃龙区所属的一个农村居民点。其下辖有4个居民点，行政中心为戈洛夫奇诺。据2016年统计，该农村居民点的人口为8396人。